# 日本ボルチモアテクノロジーズ
日本ボルチモアテクノロジーズ（英名Baltimrore Technologies Japan Co.,Ltd）は、現在ソフトバンクBBの連結対象子会社である電子証明書発行サービス事業を行うセキュリティサービス企業であるサイバートラスト株式会社の旧社名。

## なりたち
日本ボルチモアテクノロジーズ株式会社は、1995年に設立されたウェブインテグレーションを行う企業である株式会社NSJ（ネットワークソリューションジャパンの意）を母体として設立された。2000年4月に株式会社NSJの株式の72%を当時電子証明書発行システム開発会社として世界的な企業であったBaltimore Technologies Plc（1998年ロンドン株式市場に上場、1999年にナスダック株式市場に上場）が取得し、同社の社名を日本ボルチモアテクノロジーズ株式会社に変更した。